# Colbette
Colbette (Luxemburgs: Kolwent) is een plaats in de gemeente Consdorf en het kanton Echternach in het oosten van Luxemburg.

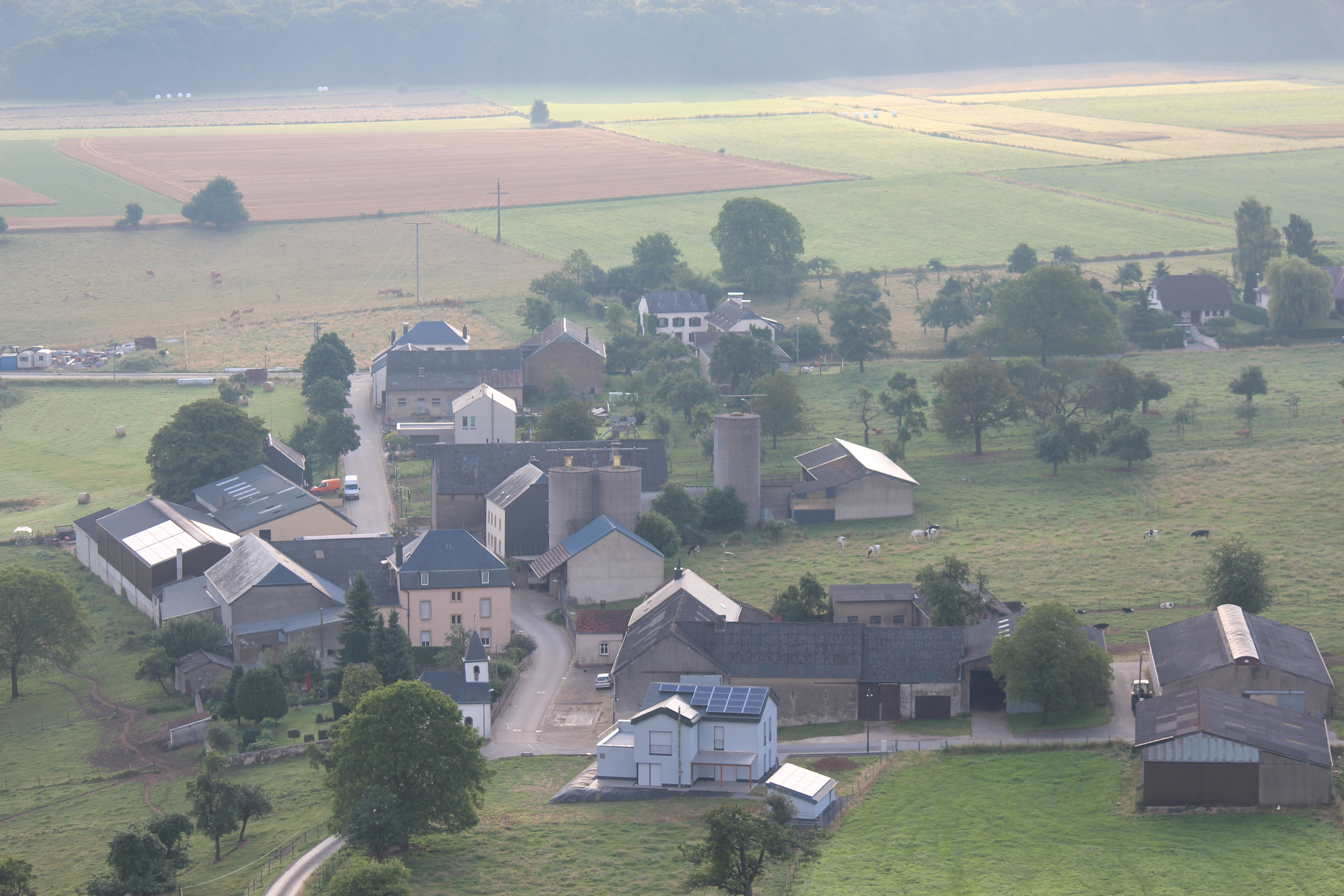